# Wone
Wone (ou Wone Bakundu) est une localité du Cameroun située dans le département de la Meme et la Région du Sud-Ouest. Elle fait partie de la commune de Konye.

## Population
Le village comptait 518 habitants en 1953, puis 741 en 1967, pour la plupart des Bakundu, du groupe Oroko. 
Lors du recensement de 2005, la population s'élevait à 777 personnes.

## Enseignement
La localité dispose d'un CES (Collège d'enseignement secondaire) anglophone.